# Prez-vers-Noréaz
Prez-vers-Noréaz (toponimo francese) è un comune svizzero di 1 109 abitanti del Canton Friburgo, nel distretto della Sarine.

## Monumenti e luoghi d'interesse

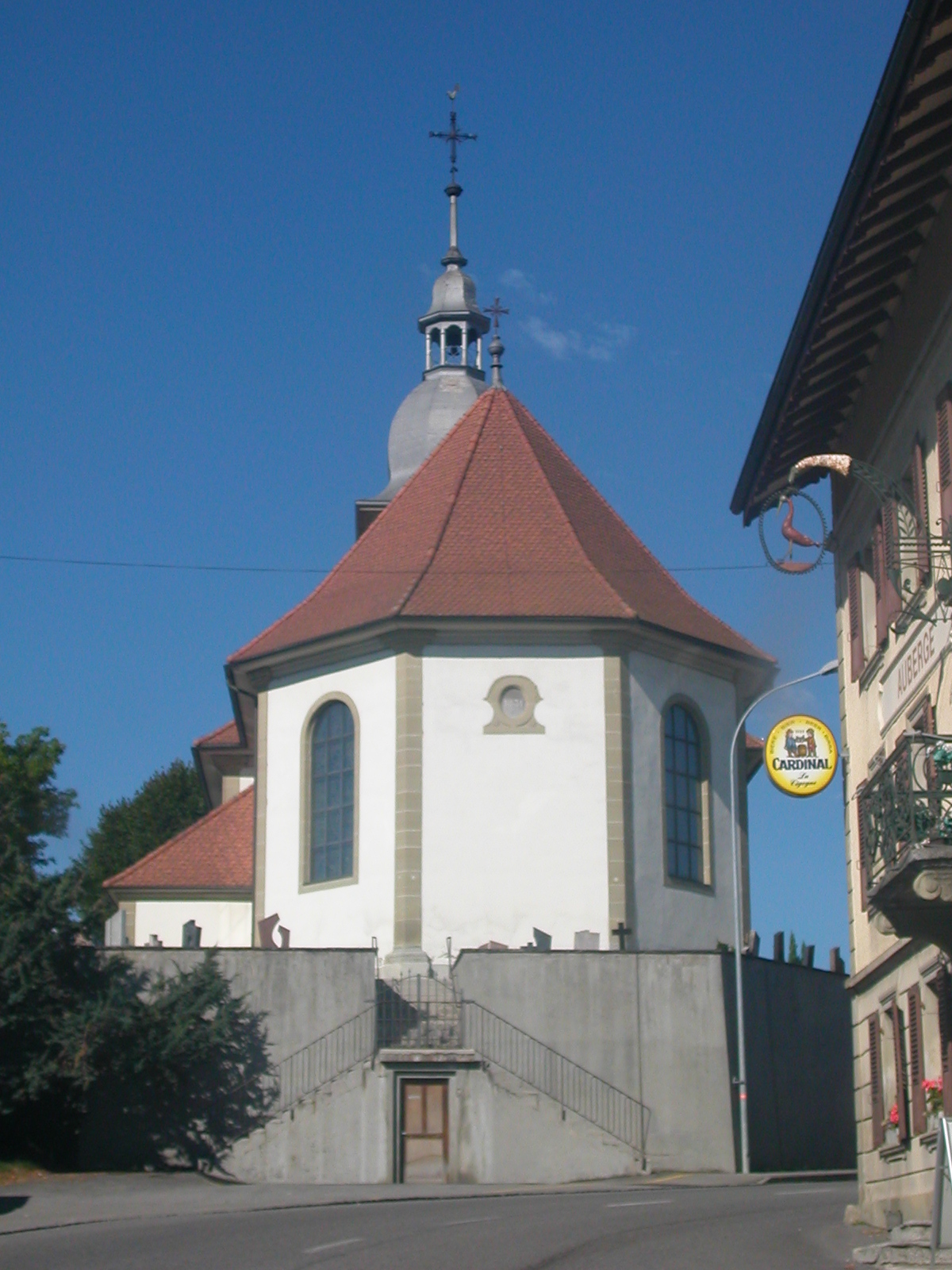
La chiesa cattolica di San Giovanni Battista

- Chiesa cattolica di San Giovanni Battista, eretta nel 1831-1835[1].

## Società

### Evoluzione demografica
L'evoluzione demografica è riportata nella seguente tabella:
Abitanti censiti

## Amministrazione
Ogni famiglia originaria del luogo fa parte del comune patriziale che ha la responsabilità della manutenzione di ogni bene comune.